# Choroby spowodowane powtórzeniami trinukleotydów
Choroby spowodowane powtórzeniami trinukleotydów (ang. trinucleotide repeat (expansion) disorders) – grupa chorób uwarunkowanych genetycznie, spowodowanych mutacją dynamiczną, czyli nieprawidłowo dużą liczbą powtórzeń sekwencji danego trinukleotydu. W warunkach prawidłowych takie krótkie powtarzające się sekwencje rozproszone są w całym genomie człowieka; translacja nieprawidłowych powtórzeń zlokalizowanych w obrębie genu może prowadzić do utworzenia defektywnego białka, nie pełniącego prawidłowo swoich funkcji, co powoduje chorobę.
Jak dotąd zidentyfikowano kilkanaście chorób ekspansji trinukleotydowych. W blisko połowie z nich powtarzany trinukleotyd to CAG, kodujący glutaminę; podgrupę tych schorzeń określa się jako choroby ekspansji poliglutaminowych (polyglutamine (PolyQ) diseases). Pozostałe choroby spowodowane są powtórzeniami trójek nukleotydów kodujących inne niż glutamina aminokwasy lub krótkich sekwencji znajdujących się w obszarach niekodujących (np. w intronach); traktowane są łącznie jako choroby ekspansji nieglutaminowych (non-PolyQ diseases). Podział taki jest dodatkowo umotywowany danymi klinicznymi: choroby ekspansji glutaminowych są neurologicznymi chorobami degeneracyjnymi, których objawy ujawniają się w późniejszym wieku; choroby ekspansji nieglutaminowych nie są do nich podobne w obrazie klinicznym.

## Choroby ekspansji glutaminowych
| Choroba (synonimy)                                                                                            | Białko o upośledzonej funkcji              | Lokalizacja powtórzenia | Liczba powtórzeń | OMIM        |
| --- | ------------------------------------------ | ----------------------- | ---------------- | ----------- |
| Zanik zębatoczerwienny pallidoniskowzgórzowy (DRPLA, choroba Naito-Oyanagi, NOD, w tym zespół rzeki Haw, HRS) | Atrofina-1                                 | Otwarta ramka odczytu   | Mała (<100)      | OMIM 125370 |
| Choroba Huntingtona (HD)                                                                                      | Huntingtyna                                | Otwarta ramka odczytu   | Mała (<100)      | OMIM 143100 |
| Choroba Kennedy’ego (zależny od chromosomu X rdzeniowo-opuszkowy zanik rdzeniowy, SBMA)                       | Receptor androgenowy                       | Otwarta ramka odczytu   | Mała             | OMIM 313200 |
| Ataksja rdzeniowo-móżdżkowa, typ 1 (SCA1)                                                                     | Ataksyna 1                                 | Otwarta ramka odczytu   | Mała (<100)      | OMIM 164400 |
| Ataksja rdzeniowo-móżdżkowa, typ 2 (SCA2)                                                                     | Ataksyna 2                                 | Otwarta ramka odczytu   | Mała (<100)      | OMIM 183090 |
| Ataksja rdzeniowo-móżdżkowa, typ 3 (SCA3, choroba Machado i Josepha, MJD)                                     | Ataksyna 3                                 | Otwarta ramka odczytu   | Mała (<100)      | OMIM 109150 |
| Ataksja rdzeniowo-móżdżkowa, typ 6 (SCA6)                                                                     | α-1-polipeptyd 4 izoformy kanału Ca typu L |                         | Mała (<100)      | OMIM 183086 |
| Ataksja rdzeniowo-móżdżkowa, typ 7                                                                            |                                            |                         |                  | OMIM 164500 |
| Ataksja rdzeniowo-móżdżkowa, typ 17                                                                           |                                            |                         |                  | OMIM 607136 |

## Choroby ekspansji nieglutaminowych
| Choroba (synonim)                                          | Białko o upośledzonej funkcji | Sekwencja powtórzenia (kodowany aminokwas) | Lokalizacja powtórzenia | Liczba powtórzeń        | OMIM        |
| ---------------------------------------------------------- | ----------------------------- | ------------------------------------------ | ----------------------- | ----------------------- | ----------- |
| Zespół łamliwego chromosomu X (zespół Martina-Bell, FRAXA) | FMRP                          | CGG                                        | 5'-UTR                  | Duża (200-1000)         | OMIM 300624 |
| Zespół FRAXE                                               | ?                             | CGG albo CCG                               | ?                       | Duża (200-1000)         | OMIM 309548 |
| Zespół FRAXF                                               |                               | CGG                                        | 5'-UTR                  | Duża (300-500)          | OMIM 300031 |
| Zespół FRA16A                                              |                               |                                            | 5'-UTR                  | Bardzo duża (1000-2000) | OMIM 136580 |
| Dystrofia miotoniczna (choroba Steinerta, DM)              | Kinaza miotoninowa            | CGT albo CAG                               | 3'-UTR                  | Bardzo duża (200-4000)  | OMIM 106900 |
| Synpolidaktylia typu 1 (SPD-1)                             | HOXD13                        | GCG                                        | .                       | .                       | OMIM#113200 |
| Ataksja rdzeniowo-móżdzkowa, typ 8                         | SCA8                          | CTG                                        | .                       | .                       | OMIM 608768 |
| Ataksja rdzeniowo-móżdżkowa, typ 12                        | Fosfataza białkowa PP2A       | CAG                                        |                         |                         | OMIM 604326 |
| Zespół Jacobsena                                           | CBL2                          | CGC                                        |                         |                         | OMIM#147791 |
| Choroba Friedreicha (FRDA)                                 | Frataksyna FXN                | GAA                                        | intron                  |                         | OMIM 229300 |
| Zespół wrodzonej ośrodkowej hipowentylacji                 | PHOX2B                        | GCN (GCA, GCT, GCC lub GCG)                | ekson 3                 | 25-33                   | OMIM#209880 |